# Tereliza Braun
Tereliza Braun, właśc. Teresa Elżbieta Braun (ur. 30 maja 1932 w Częstochowie, zm. 20 kwietnia 2023 w Kielcach) – polska działaczka społeczna, założycielka polskiej sekcji międzynarodowego ruchu humanitarnego ATD Czwarty Świat.

## Życiorys
Kształciła się w częstochowskim Gimnazjum Sióstr Nazaretanek w Częstochowie i nowosądeckim Technikum Gospodnim. Ukończyła studia z zakresu historii sztuki na Katolickim Uniwersytecie Lubelskim. W 1967 otrzymała stypendium zagraniczne w Paryżu, gdzie studiowała w Instytucie Duszpasterstwa Katechetycznego w i pracowała z młodocianymi przestępcami. Do Polski wróciła po siedmiu latach, pracowała w różnych zawodach w Kielcach, udzielając się jednocześnie jako kurator społeczny.
Zajęła się także aktywną działalnością charytatywną w zakresie pomocy osobom ubogim, bezdomnym i więźniom. W 1991 z inicjatywy francuskich społeczników zorganizowała w Kielcach pierwszy polski oddział ruchu humanitarnego ATD Czwarty Świat.
W 2011 prezydent Bronisław Komorowski odznaczył ją Krzyżem Oficerskim Orderu Odrodzenia Polski. Była polskim ambasadorem Europejskiego Roku Walki z Ubóstwem i Wykluczeniem Społecznym, wyróżniona także statuetką Świętokrzyskiego Anioła Dobroci.
Była siostrą Kazimierza Brauna i Juliusza Brauna, a także ciotką Grzegorza Brauna.